# آنا وود (راكبة الكنو)
آنا وود (بالهولندية: Annemarie Cox)‏ (بالإنجليزية: Anna Wood)‏ هي راكبة الكنو هولندية وأسترالية، ولدت في 22 يوليو 1966 في رورموند في هولندا.

## وصلات خارجية
- آنا كوكس على موقع اللجنة الأولمبية الدولية (الإنجليزية)
- آنا كوكس على موقع أوليمبيديا (الإنجليزية)
- آنا كوكس على موقع اللجنة الأولمبية الأسترالية (الإنجليزية)